# Heleomyza modesta
Heleomyza modesta är en tvåvingeart som beskrevs av Johann Wilhelm Meigen 1835. Heleomyza modesta ingår i släktet Heleomyza och familjen myllflugor. Inga underarter finns listade i Catalogue of Life.